# SDU Syd/Hospital Nord Station
SDU Syd/Hospital Nord Station er en letbanestation på Odense Letbane, beliggende ved SDU's fakultet SUND, samt det ny Odense Universitetshospital i Odense Kommune. Letbanen åbnede 28. maj 2022, men stationen åbnede først 25. august 2023 i forbindelse med åbningen af fakultetet 28. august 2023.
Letbanen går gennem i et område, hvor der tidligere var marker, men som blev ryddet med henblik på bebyggelse. Stationen ligger ved den nordlige ende af hospitalsområdet og består af to spor med hver sin sideliggende perron. Derudover bliver der anlagt en supercykelsti langs med letbanen gennem hospitalets og universitetets område. Til gengæld er det ikke muligt at køre igennem for bilister, der i stedet må tage letbanen eller køre udenom.
Vest for stationen kommer der til at ligge et byggeri, der binder universitetet mod nord og hospitalet mod syd sammen. Derudover kommer der et rekreativt område med et eksisterende skovområde ved universitetet og nye søer. En eksisterende sti giver forbindelse til boligkvarterne Hjallese i vest og Neder Holluf i øst.
SDU Syd/Hospital Nord
| Foregående station   |  | Odense Letbane                       |  | Efterfølgende station     |
| -------------------- |  | ------------------------------------ |  | ------------------------- |
| SDU mod Tarup Center |  | Tarup Center - Hjallese fra maj 2022 |  | Hospital Syd mod Hjallese |